# Aygebats
Aygebats (en arménien Այգեբաց) est une communauté rurale du marz de Shirak en Arménie. En 2008, elle compte 741 habitants.